# Радиолюбителство
Радиолюбителската дейност, наричана още радиолюбителство, е многостранно техническо хоби, свързано с конструиране на радиоприемници, радиопредаватели и антенни системи, приемане и предаване на електронни съобщения в радиолюбителските диапазони и класове на излъчване. Осъществените радиовръзки могат да бъдат потвърдени чрез изпращане на QSL-картички. Лицата, които развиват радиолюбителска дейност, се наричат радиолюбители.
За осъществяване на радиолюбителска дейност в България е необходим лиценз от Комисията за регулиране на съобщенията. Нарушителите се наказват с лишаване от свобода до 5 години, по чл. 348 от НК.
Гражданската радиовръзка е частен вид радиолюбителска дейност, за която не се изисква официален лиценз.

## Гражданска радиовръзка
Гражданската радиовръзка е система от фиксирани радиочестоти в диапазоните CB (произнася се „Си-Би“, на английски: Citizens' Band radio), PMR (произнася се „Пи-Ем-Ар“, на английски: Private Mobile Radio) и LPD (произнася се „Ел-Пи-Ди“, на английски: Low Power Device). За разлика от любителската радиовръзка, за осъществяване на гражданска радиовръзка не е необходимо гражданите да се явяват на изпит пред официалните държавни органи (в България това е Комисията за регулиране на съобщенията) за получаване на лиценз за радиолюбител. Всеки, който си купи CB или PMR-радиостанция, може свободно да работи на достъпните честоти.

## Радиолюбителство в България
На 24 април 1938 г. Иван Джаков излъчва първото радиолюбителско повикване от територията на България, от София, в телеграфен режим по морзовата азбука, на честота 7 МХц – „CQ de LZ1ID“. Първата клубна любителска радиостанция в България e LZ1AA – клубна радиостанция на НССТ. Тя започва работа на 25 декември 1949 г. 
Радиолюбителската дейност в Република България се регламентира от Техническите изисквания за осъществяване на електронни съобщения чрез радиосъоръжения от любителската радиослужба (обн. ДВ. бр. 88 от 2 ноември 2007 г., изм. ДВ. бр. 51 от 7 юли 2009 г., изм. ДВ. бр. 70 от 9 септември 2011 г.) и се контролира от Комисията за регулиране на съобщенията. В Република България електронни съобщения чрез съоръжения от любителската радиослужба могат да се осъществяват само от лице, което притежава разрешително за правоспособност на радиолюбител или хармонизирано радиолюбителско свидетелство (HAREC), и има определен повиквателен знак.
Префиксите на повиквателните знаци за радиолюбителите в България са LZ – LZ1, LZ3, LZ5, LZ7 и LZ9 за радиолюбителите в Южна България (която включва Софийска област и област София), и LZ2, LZ4, LZ6 и LZ8 за радиолюбителите в Северна България. Със знак LZ0 се регистрират любителски ретранслатори, радиофарове и други автоматични радиолюбителски средства. В България има около 6200 радиолюбители, което е около 0,085% от населението на страната.

## Радиочестотен спектър

### Аварийни честоти
Радиолюбителските аварийни радиочестоти от спектъра на любителската радиослужба в Република България са определени от Българската федерация на радиолюбителите за аварийна комуникация (на английски: Emergency traffic) – обмяна на радиоелектронни съобщения при кризи, бедствия и аварии. Работните аварийни честоти на различните служби за радиотелефония са както следва:
| служба     | служба                | честоти                                              | честоти                                              |                                                      |
| гражданска | гражданска            | 9-и канал (на 27,065 MHz)                            | 9-и канал (на 27,065 MHz)                            |                                                      |
| морска     | морска                | 2182 KHz                                             | 156,800 MHz                                          |                                                      |
| авиационна | гражданска            | 121,500 MHz                                          | 121,500 MHz                                          |                                                      |
| авиационна | военна                | 243,000 MHz                                          | 243,000 MHz                                          |                                                      |
| любителска | VHF (само в България) | R1                                                   | 145,025/145,625 MHz                                  |                                                      |
| любителска | VHF (само в България) | R2                                                   | 145,050/145,650 MHz                                  |                                                      |
| любителска | HF (международни)     | 3,760 MHz 7,060 MHz 14,300 MHz 18,160 MHz 21,360 MHz | 3,760 MHz 7,060 MHz 14,300 MHz 18,160 MHz 21,360 MHz | 3,760 MHz 7,060 MHz 14,300 MHz 18,160 MHz 21,360 MHz |

### Разрешени честоти
Най-често използваните обхвати за радиолюбителска връзка в България са представени в таблицата по-долу. Подробности за разрешените класове и мощности на излъчване, както и за допустимите диапазони в сантиметровия и милиметровия обхват са представени в основната статия.
| Честота              | Честота             | Честота | Обхват      | Обхват      | Радиолюбителски клас | Радиолюбителски клас | Ретранслатори | Радиозасичане |
| диапазон             | стойност            | служба | име         | λ           | 1                    | 2                    | Ретранслатори | Радиозасичане |
| ниски честоти        | 135,7 – 137,8 kHz   | НЕПОДВИЖНА МОРСКА ПОДВИЖНА Радионавигация Любителска                                                                            | километров  | 2,2 км      |                      |                      |               |               |
| средни честоти       | 1810 – 1850 kHz     | ЛЮБИТЕЛСКА | хектометров | 165 – 162 м |                      |                      |               |               |
| високи честоти       | 3500 – 3510 kHz     | ЛЮБИТЕЛСКА НЕПОДВИЖНА ПОДВИЖНА, с изключение на въздушна подвижна                                                               | декаметров  | 85 м        |                      |                      |               |               |
| високи честоти       | 3510 – 3600 kHz     | ЛЮБИТЕЛСКА НЕПОДВИЖНА ПОДВИЖНА, с изключение на въздушна подвижна                                                               | декаметров  | 83 м        |                      |                      |               |               |
| високи честоти       | 3600 – 3800 kHz     | ЛЮБИТЕЛСКА НЕПОДВИЖНА ПОДВИЖНА, с изключение на въздушна подвижна                                                               | декаметров  | 79 м        |                      |                      |               |               |
| високи честоти       | 7000 – 7100 kHz     | ЛЮБИТЕЛСКА ЛЮБИТЕЛСКА-СПЪТНИКОВА                                                                                                | декаметров  | 43 м        |                      |                      |               |               |
| високи честоти       | 7100 – 7200 kHz     | ЛЮБИТЕЛСКА | декаметров  | 42 м        |                      |                      |               |               |
| високи честоти       | 10100 – 10150 kHz   | НЕПОДВИЖНА Любителска | декаметров  | 30 м        |                      |                      |               |               |
| високи честоти       | 14000 – 14250 kHz   | ЛЮБИТЕЛСКА ЛЮБИТЕЛСКА-СПЪТНИКОВА                                                                                                | декаметров  | 21 м        |                      |                      |               |               |
| високи честоти       | 14250 – 14350 kHz   | ЛЮБИТЕЛСКА | декаметров  | 21 м        |                      |                      |               |               |
| високи честоти       | 18068 – 18168 kHz   | ЛЮБИТЕЛСКА ЛЮБИТЕЛСКА-СПЪТНИКОВА                                                                                                | декаметров  | 17 м        |                      |                      |               |               |
| високи честоти       | 21000 – 21450 kHz   | ЛЮБИТЕЛСКА ЛЮБИТЕЛСКА-СПЪТНИКОВА                                                                                                | декаметров  | 14 м        |                      |                      |               |               |
| високи честоти       | 24890 – 24990 kHz   | ЛЮБИТЕЛСКА ЛЮБИТЕЛСКА-СПЪТНИКОВА                                                                                                | декаметров  | 12 м        |                      |                      |               |               |
| високи честоти       | 28 – 29,5 MHz       | ЛЮБИТЕЛСКА ЛЮБИТЕЛСКА-СПЪТНИКОВА                                                                                                | декаметров  | 11 – 10 м   |                      |                      |               |               |
| високи честоти       | 29,5 – 29,7 MHz     | ЛЮБИТЕЛСКА ЛЮБИТЕЛСКА-СПЪТНИКОВА                                                                                                | декаметров  | 11 – 10 м   |                      |                      |               |               |
| много високи честоти | 50,05 – 50,20 MHz   | ЗЕМНА ПОДВИЖНА Любителска | метров      | 6 м         |                      |                      |               |               |
| много високи честоти | 144 – 145 MHz       | ЛЮБИТЕЛСКА ЛЮБИТЕЛСКА-СПЪТНИКОВА                                                                                                | метров      | 2 м         |                      |                      |               |               |
| много високи честоти | 145 – 146 MHz       | ЛЮБИТЕЛСКА ЛЮБИТЕЛСКА-СПЪТНИКОВА                                                                                                | метров      | 2 м         |                      |                      |               |               |
| ултра високи честоти | 430 – 432 MHz       | ЛЮБИТЕЛСКА РАДИОЛОКАЦИЯ | дециметров  | 70 – 68 см  |                      |                      |               |               |
| ултра високи честоти | 432 – 433 MHz       | ЛЮБИТЕЛСКА РАДИОЛОКАЦИЯ Изследване на земята – спътниково (активно)                                                             | дециметров  | 70 – 68 см  |                      |                      |               |               |
| ултра високи честоти | 433 – 433,05 MHz    | ЛЮБИТЕЛСКА РАДИОЛОКАЦИЯ Изследване на земята – спътниково (активно)                                                             | дециметров  | 70 – 68 см  |                      |                      |               |               |
| ултра високи честоти | 433,05 – 434,79 MHz | ЛЮБИТЕЛСКА РАДИОЛОКАЦИЯ Земна подвижна Изследване на земята – спътниково (активно)                                              | дециметров  | 70 – 68 см  |                      |                      |               |               |
| ултра високи честоти | 434,79 – 435 MHz    | ЛЮБИТЕЛСКА ЛЮБИТЕЛСКА-СПЪТНИКОВА РАДИОЛОКАЦИЯ Изследване на земята – спътниково (активно)                                       | дециметров  | 70 – 68 см  |                      |                      |               |               |
| ултра високи честоти | 435 – 438 MHz       | ЛЮБИТЕЛСКА ЛЮБИТЕЛСКА-СПЪТНИКОВА РАДИОЛОКАЦИЯ Изследване на земята – спътниково (активно)                                       | дециметров  | 70 – 68 см  |                      |                      |               |               |
| ултра високи честоти | 438 – 440 MHz       | ЛЮБИТЕЛСКА РАДИОЛОКАЦИЯ | дециметров  | 70 – 68 см  |                      |                      |               |               |
| ултра високи честоти | 1240 – 1290 MHz     | ИЗСЛЕДВАНЕ НА ЗЕМЯТА — СПЪТНИКОВО (активно) РАДИОЛОКАЦИЯ РАДИОНАВИГАЦИЯ СПЪТНИКОВА (Космос – Земя) (Космос – Космос) Любителска | дециметров  | 24 – 23 см  |                      |                      |               |               |
| ултра високи честоти | 1290 – 1300 MHz     | ИЗСЛЕДВАНЕ НА ЗЕМЯТА — СПЪТНИКОВО (активно) РАДИОЛОКАЦИЯ РАДИОНАВИГАЦИЯ СПЪТНИКОВА (Космос – Земя) (Космос – Космос) Любителска | дециметров  | 23 см       |                      |                      |               |               |
| ултра високи честоти | 2300 – 2400 MHz     | НЕПОДВИЖНА ПОДВИЖНА Любителска Радиолокация                                                                                     | дециметров  | 13 см       |                      |                      |               |               |
| ултра високи честоти | 2400 – 2450MHz      | НЕПОДВИЖНА ПОДВИЖНА Любителска Любителска-спътникова                                                                            | дециметров  | 12 см       |                      |                      |               |               |